# Galen Clark
Galen Clark (Shipton, Canadá (ahora: Quebec); 2 de marzo de 1814 -  Oakland, California; 24 de marzo de 1910 ) fue un conservacionista y autor canadiense-estadounidense que, junto con John Muir, contribuyó a la protección y la preservación del parque nacional de Yosemite.

## Biografía
Galen Clark nació en Shipton, Canadá. Aprendió el oficio de fabricante de muebles cuando era joven y en 1836 se asentó en Waterloo, Misuri. En 1839 se casó con Rebecca McCoy, hija de Joseph McCoy y vivió en Misuri hasta 1845. Luego se mudó a Filadelfia con su esposa y sus 3 hijos. Allí su esposa murió en 1848, cuando su hijo menor tenía nueve días de edad. Clark llevó entonces a sus hijos, tres hijos y dos hijas, a sus parientes en Massachusetts, donde crecieron y fueron a la escuela.

### Familia
- Esposa: Rebecca María McCoy Clark (1821-1848)
- Descendientes:
  - Elvira Missouri Clark Lee (1840-1912)
  - Joseph Locke-Clark (1842-1862)
  - Mary Ann Clark Regan (1844-1919)
  - Galeno Alonzo Clark (1847-1873)
  - Solon McCoy Clark (1848–1857)[1]

Su hijo mayor, Joseph murió en la guerra de Secesión durante la Segunda batalla de Bull Run. Su segundo hijo Alonzo participó en la guerra de Secesión, se graduó en Harvard en 1870 y se mudó luego a California en 1871 para vivir con su padre, quien entonces dirigía un hotel conocido como Clark's Station (después, "Hotel Wawona"). Alonzo murió en 1873 y fue luego enterrado en el cementerio de Mariposa. Elvira, su hija mayor, llegó a California en 1870 y se casó con el Dr. Lee. Vivía en Oakland, California, donde su padre murió el 24 de marzo de 1910. Su hija más joven María murió en el este en Massachussetts. Solon, su hijo más joven y que fue el hijo que tenía 9 días de edad cuando murió la esposa de Clark, se ahogó, cuando tenía 9 años.

### Su vida en Yosemite
Cuando Galen Clark todavía vivía en el este, él escuchó historias de buscadores de oro en California que estaban haciendo inmensas fortunas, Por ello, después de la prematura muerte de su esposa, él decidió ir al nuevo El Dorado. En 1854 cruzó el istmo de Panamá y llegó así al condado de Mariposa, famoso en ese momento por sus descubrimientos de oro. De esta manera se convirtió en un buscador de oro. 

En agosto de 1855, un grupo de 12 a 14 hombres se dirigió de Mariposa a Bear Valley y pasó por el valle de Yosemite. Galen Clark, uno de ellos, quedó hipnotizado por la belleza del valle y de las montañas circundantes de él. En el transcurso de su trabajo, Clark contrajo una enfermedad pulmonar grave. Por ello se fue luego a los bosques de Yosemite, donde curó su enfermedad pulmonar con bastante rapidez.

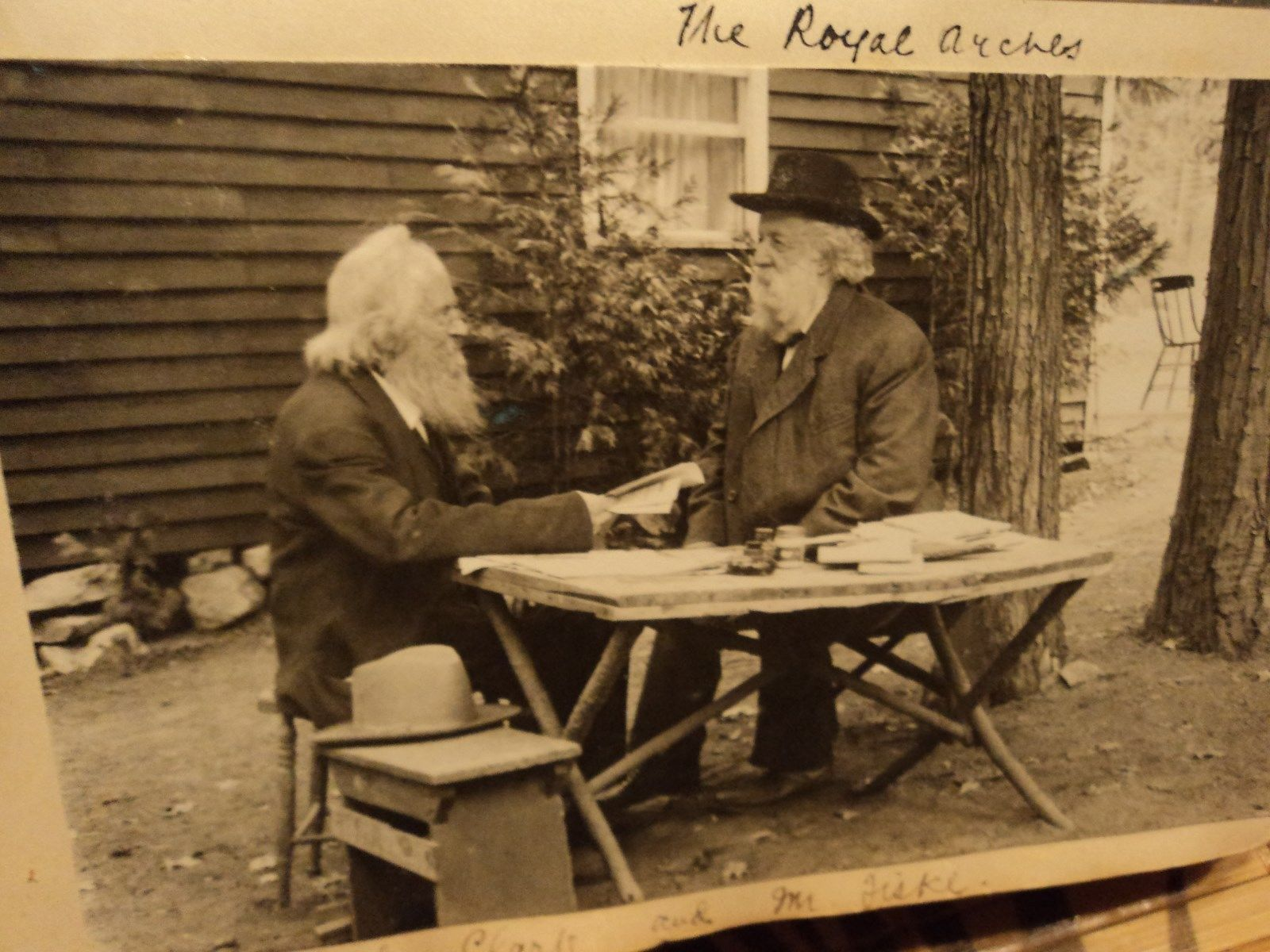
Galen Clark (izquierda) con George Fiske en 1908

En 1857, Clark construyó una cabaña de troncos en los prados de Wawona, cerca de un vado que cruzaba el río Merced y un sendero que proporcionaba acceso tanto al valle de Yosemite como al bosque de secuoyas de Mariposa. La calle de Wawona ofrecía entre otras cosas una vista panorámica en Inspiration Point. Su cabaña de troncos, pronto conocida como "Clark's Station", daba a los visitantes comidas, refugio y un lugar donde los caballos podían pastar. Clark entretuvo a sus invitados con una variedad de temas sobre la fauna y la flora e incluso sobre la historia de los nativos americanos y la geología del parque. Desde ese lugar exploró los bosques circundantes y de esa manera descubrió el bosque de secuoyas gigantes llamado "Mariposa Grove of Big Trees". (Secuoyas gigantes)
En 1864, el presidente de los Estados Unidos Abraham Lincoln firmó una ley que convertía el valle de Yosemite y Mariposa Grove, abreviación utilizada desde entonces, en propiedad del estado de California. Los términos de la ley disponían "que el Estado obtendrá el terreno con la condición clara y expresa de que el sitio estará estrictamente disponible para el uso público como lugar de vacaciones y de recreo para siempre". Para proteger esta arboleda, así como también el valle de Yosemite, el estado de California nombró una comisión en 1864, que consistía de ocho hombres: Frederick Law Olmsted, Josiah Dwight Whitney, William Ashburner, Israel W. Raymond, Edward S. Holden, Alexander Deering, George W. Coulter y Galen Clark, a quienes fue dado la responsabilidad de la administración del parque. Galen Clark fue nombrado en 1867 el primer guardabosques del parque, "Guardián del Valle" (más tarde guardabosques). Durante los siguientes 24 años, vio ir y venir a muchos comisionados, pero el popular y eficaz Clark permaneció en el cargo.
Durante su vida como guardabosques él entabló una profunda amistad con el legendario botanista John Muir. Juntos hicieron muchas expediciones en el Yosemite, en el que también demostró ser un buen trepador. Pocos años antes de su muerte, Clark escribió tres libros que trataban en general sobre el valle de Yosemite, las arboledas de secuoyas y los indios de Yosemite. Galen Clark falleció en la casa de su hija en Oakland, California, a la edad de casi 96 años. Fue luego enterrado en Yosemite según sus deseos.

## Legado
La cordillera Clark en el sureste del Parque Nacional Yosemite lleva su nombre, con el Merced Peak (3574 m) como la montaña con el pico más alto, y el Monte Clark (3512 m), que también lleva su nombre, también está en la cordillera. 

## Cultura popular
Su vida es contada en la película de 1976 El hombre de la montaña dirigida por David O'Malley, en la que Galen Clark fue interpretado por Denver Pyle.